# Perro Aguayo Jr.
Pedro Aguayo Ramírez (ur. 23 lipca 1979, zm. 21 marca 2015) – meksykański luchador, który występował pod pseudonimami Perro Aguayo Jr. i El Hijo del Perro Aguayo.
W latach 1995–2003 i 2008–2015 walczył w Asistencia Asesoría y Administración, a w latach 2003–2008 w Consejo Mundial de Lucha Libre.
Aguayo zmarł wskutek obrażeń odniesionych podczas walki z 20 marca 2015 roku, kiedy to podczas walki tag teamowej z Manikiem przeciwko Reyowi Mysterio i Xtreme Tigerem stracił przytomność po przyjęciu dropkicka w plecy i 619 od Mysterio. Aguayo zmarł w wieku 35 lat, w szpitalu 21 marca o 1:00.

## Mistrzostwa i osiągnięcia
- Asistencia Asesoría y Administración
  - Mexican National Atómicos Championship (1 raz) – z Blue Demon Jr., La Parka Jr. i Mascara Sagrada
  - Mexican National Light Heavyweight Championship (1 raz)
  - Mexican National Tag Team Championship (3 razy) – z Perro Aguayo (2) i Héctor Garza (1)
  - Copa Triplemanía XXII (2014)
  - Rey de Reyes (2012)
  - AAA Hall of Fame (Wprowadzony w 2015)[5]
- Consejo Mundial de Lucha Libre
  - CMLL World Trios Championship (1 raz) – z Mr. Águila i Héctor Garza[6]
  - Torneo Gran Alternativa (2006) – z Místerioso II[7]
  - Leyenda de Plata (2004)
- Pro Wrestling Illustrated
  - 8 miejsce w rankingu PWI 500 z 2007 roku
- World Wrestling Association
  - WWA World Tag Team Championship (3 razy) – z El Hijo del Santo (1), Último Guerrero (1) i Héctor Garza (1)[8][9]
- Wrestling Observer Newsletter
  - Rookie of the Year (1995)
  - Wrestling Observer Newsletter Hall of Fame (wprowadzony w 2015)[10]